# Синяк белеющий
Синя́к беле́ющий (лат. Echium candicans) — травянистое растение рода Синяк (Echium) семейства Бурачниковые (Boraginaceae).

## Распространение
Эндемик острова Мадейра, но распространился по всему миру из-за выращивания его в качестве декоративного садового растения. В Новой Зеландии ― обычный садовый сорняк на севере Южного острова (вероятно и в других местах). 

## Ботаническое описание
Двухлетник, чаще многолетник до 1 м высотой. В первый год образует только розетку листьев. При выращивании на второй и последующий годы ― более-менее одревесневшие стебли с цветочными стрелками, окружёнными листьями. 
Стебель шершавый, тонкий, ветвистый. 
Листья белые, опушённые, ланцетовидные, с прожилками. 
Цветочные головки большие и покрыты синими цветами с красными тычинками.

## Практическое использование
Цветы часто посещаются пчёлами, полученный мёд очень ценится за его аромат.

## Фотогалерея

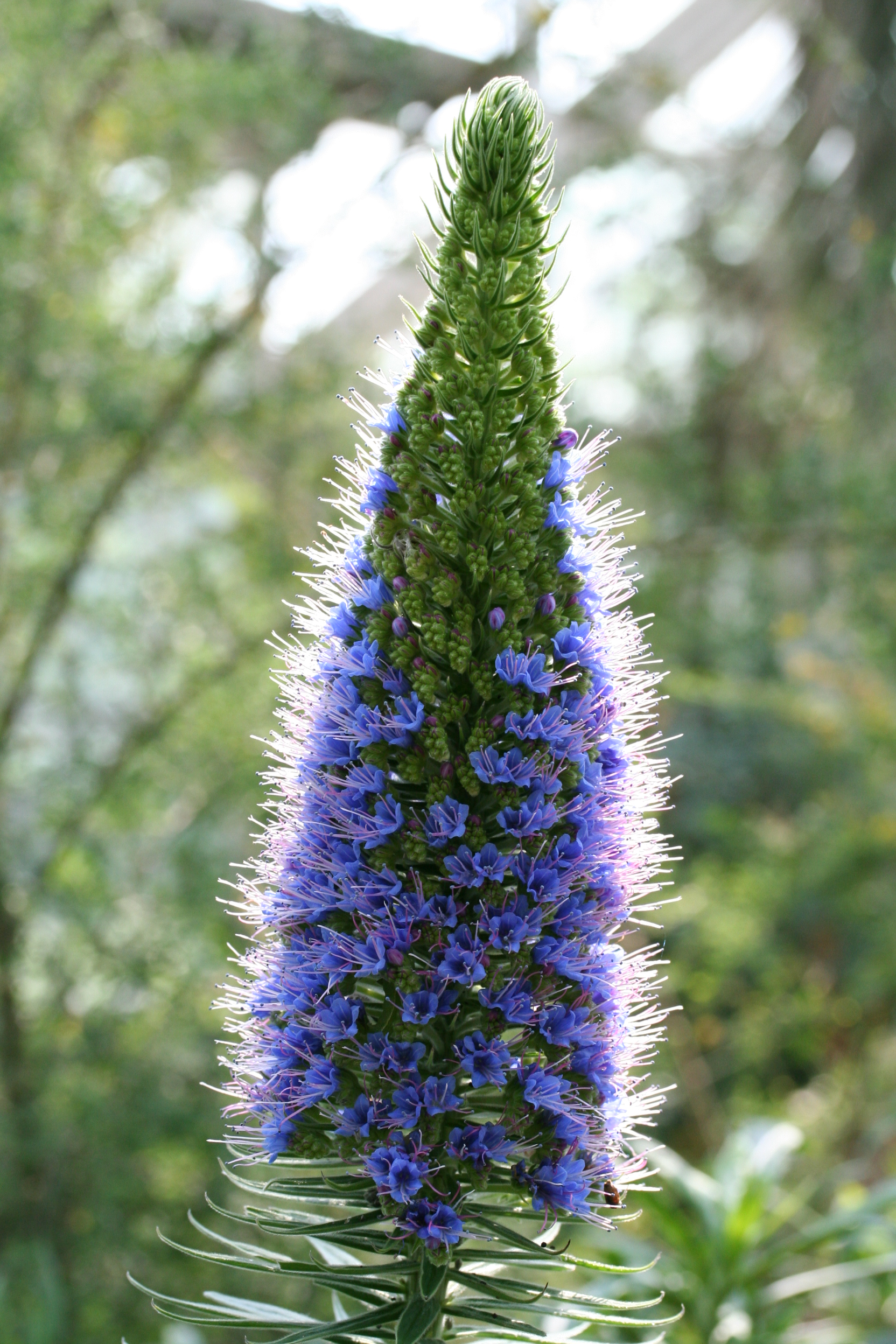
Национальный парк в Бельгии
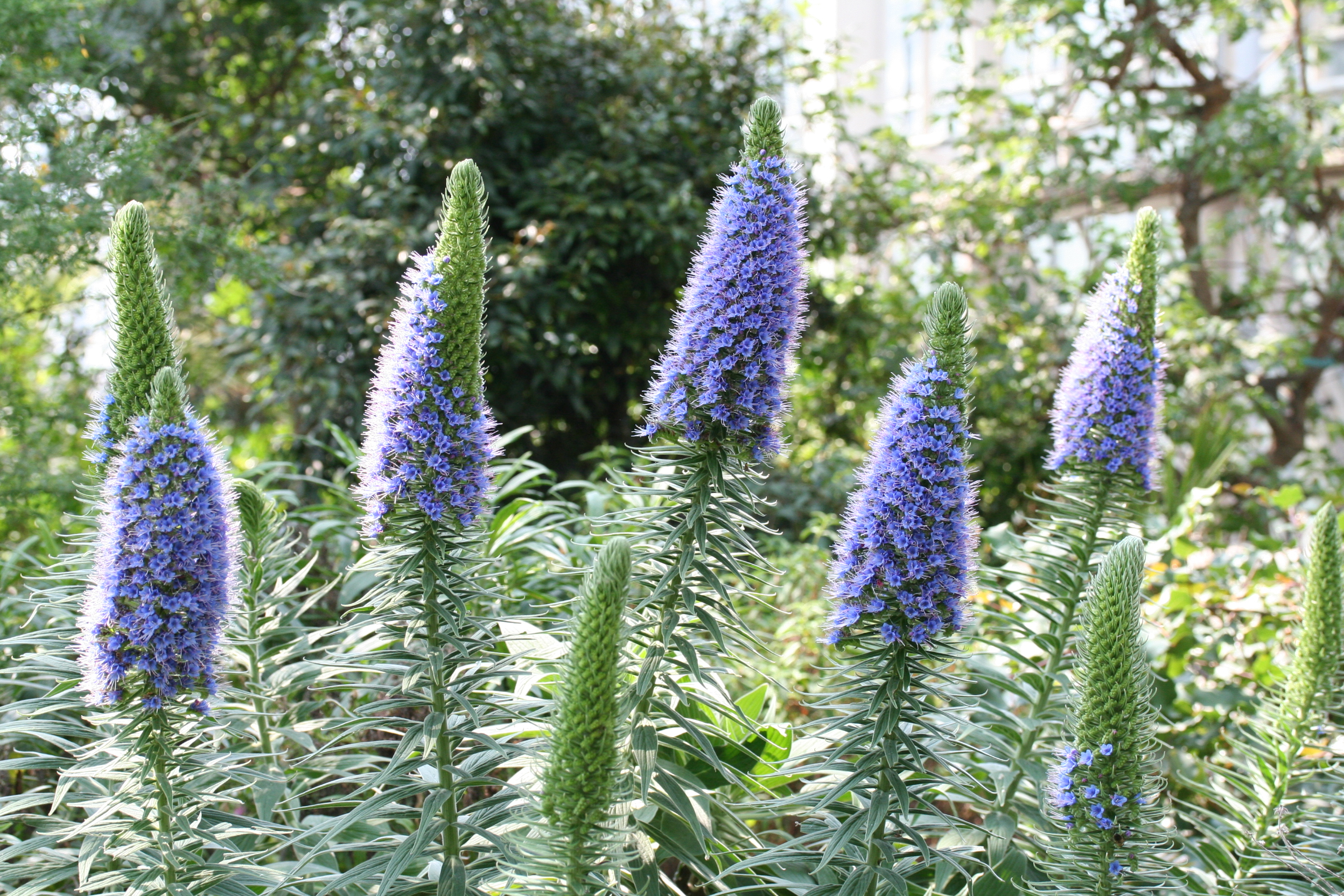
Национальный парк в Бельгии
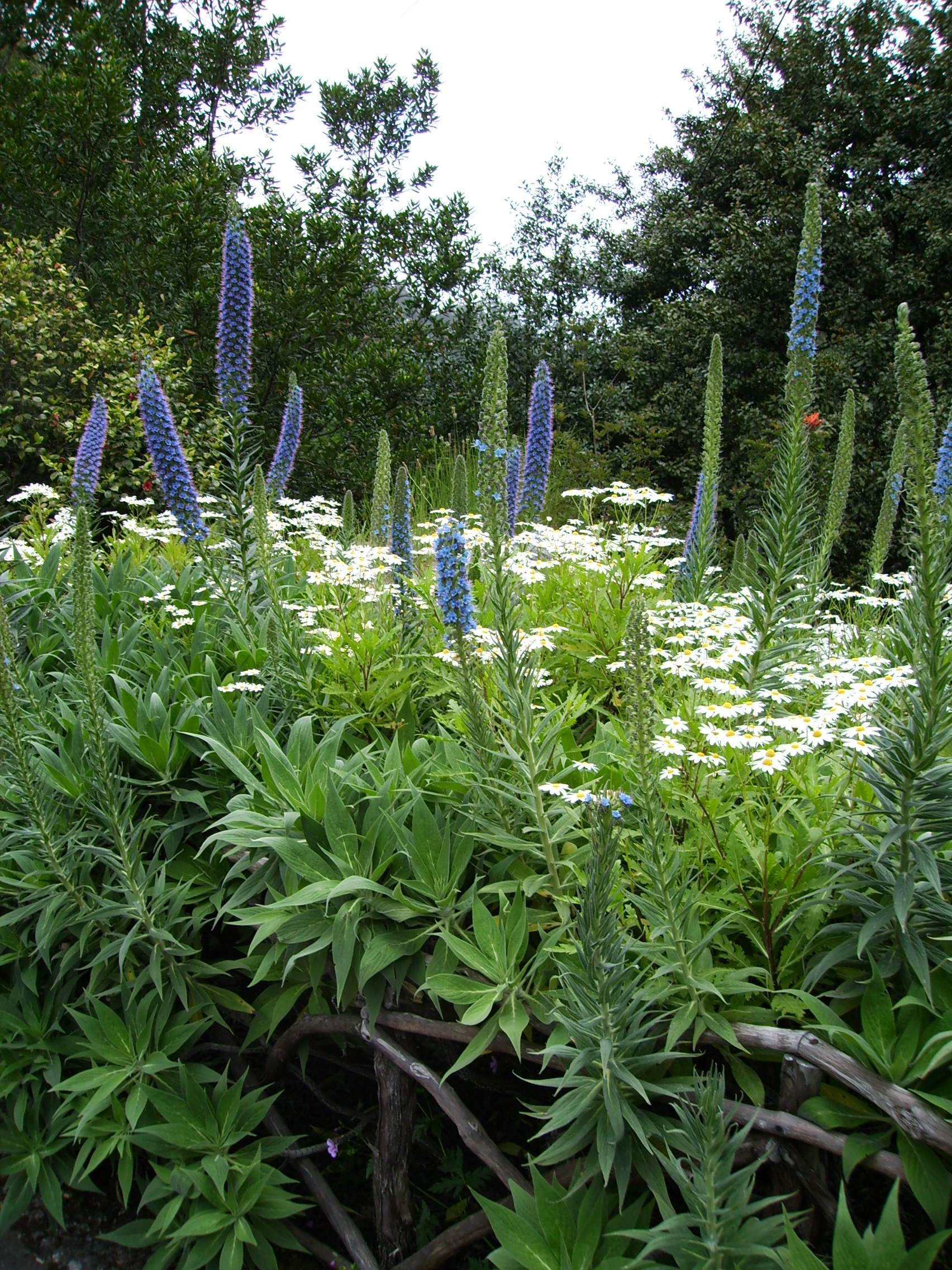
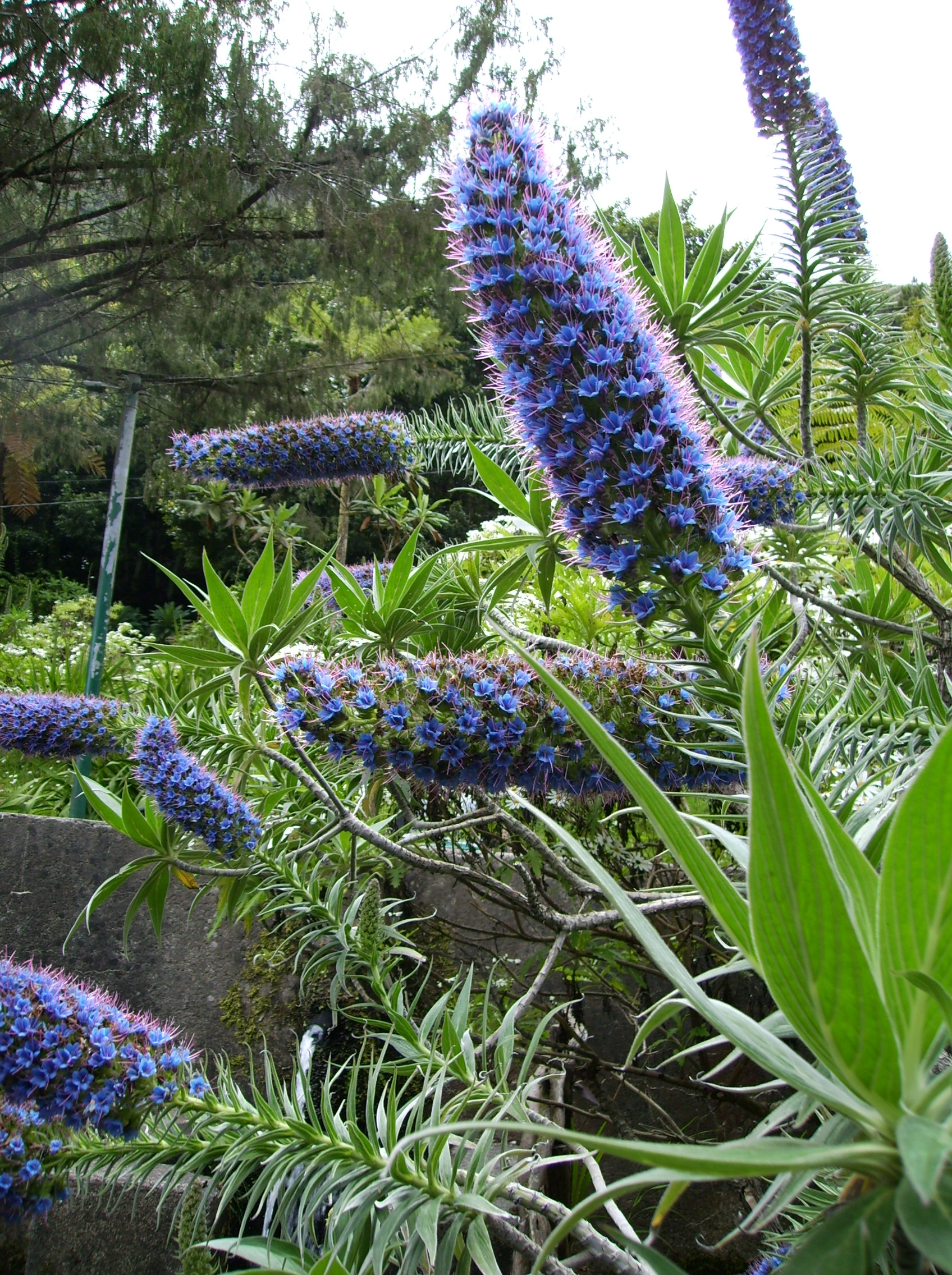